# 龐貝紀年

龐貝半身像

龐貝紀年是羅馬帝國巴勒斯坦地區的希臘化城市（尤其是低加波利各城市）使用的紀年。該紀年從公元前63年羅馬將軍龐貝征服該地區開始。在猶太哈斯蒙尼王朝於公元前2世紀征服這些城市之前，許多城市為自治城邦。羅馬人征服後恢復了這些城市的自治地位，並將征服日定為該曆法的紀元年。附近的城市，例如非拉鐵非（今約旦安曼），儘管從未受過哈斯蒙尼統治，亦採用了該紀年。
考古學家在一座城市的硬幣及銘文上發現龐貝紀年的年份，並將其用作該城市屬低加波利聯盟的證據。然而，古文獻中低加波利城市並沒有使用龐貝紀年，如大馬士革仍使用塞琉古紀年。
在「低加波利」一名不再使用很久之後，該地區在拜占庭時期繼續使用龐貝紀年。即使在公元七世紀穆斯林征服敘利亞之後，該紀年仍有使用。非拉鐵非（今安曼）附近希爾達的一座教堂刻有龐貝紀年750年，即公元687年，即伊斯蘭征服數年後。